# San Gabriel, Ecuador
San Gabriel är en ort i Ecuador.   Den ligger i provinsen Carchi, i den norra delen av landet, 120 km nordost om huvudstaden Quito. San Gabriel ligger 2 860 meter över havet och antalet invånare är 15 112.
Terrängen runt San Gabriel är lite bergig. Runt San Gabriel är det ganska tätbefolkat, med 52 invånare per kvadratkilometer. San Gabriel är det största samhället i trakten. Omgivningarna runt San Gabriel är en mosaik av jordbruksmark och naturlig växtlighet.